# Ciprus az őskorban

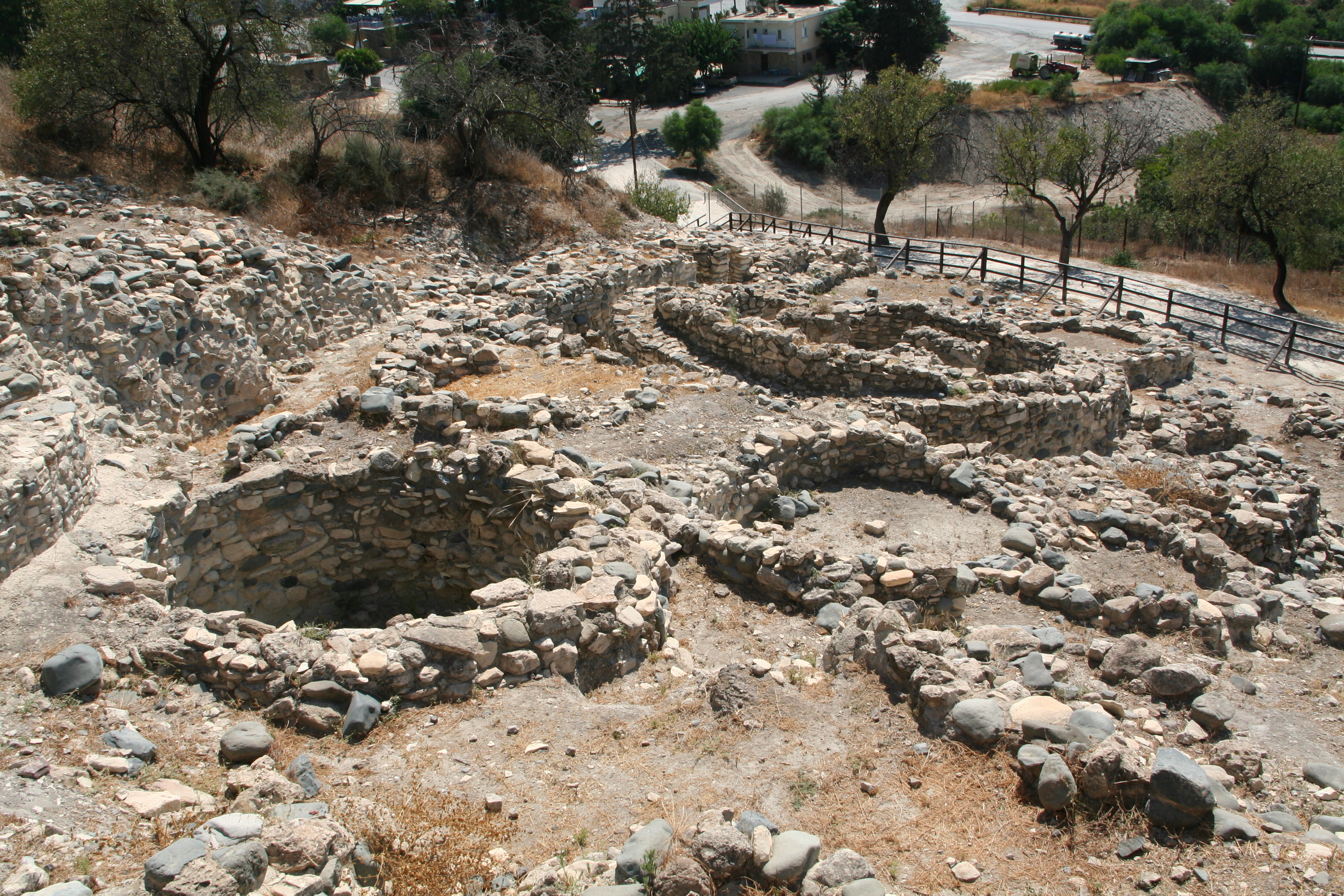
Kőkori épületek maradványai a világörökség részét képező Kirokitia feltárási területen.

Ciprus az őskorban már a környező régiókkal együtt, körülbelül 11 000 évvel ezelőtt benépesült.

## Középső kőkorszak
A legősibb, feltárt településének nyomai a sziget déli partjának közelében, Limassoltól néhány kilométerre keletre találhatóak. A Klimonasz régészeti területen feltárt falu fénykorát 2016-ban 10 600 és 11 200 évvel korábbra tették a régészek. A területen tűzhellyel és malomkővel rendelkező, három-hat méteres átmérőjű, kör alakú épületeket álltak, amelyeket földből és farudakból építettek egy központi épület köré. Számos kőből készült eszközt és kagylódíszt is találtak a régészek, illetve háziasított kutyák és macskák maradványait. A település lakói kisebb madarakra és vaddisznókra vadásztak, és a tönkebúza termesztésének és szitálásának nyomai is felfedezhetőek a faluban.
A Science magazin 2004-es beszámolója szerint 2001-ben, francia kutatók a közeli Szillurokambosz régészeti területen tártak föl egy 9500 éves sírt. A temetkezési hely arról is híres, hogy az elhunyt mellé egy – halálakor körülbelül nyolc hónapos – macskát temettek el: ez az ember és macska kapcsolatának legősibb bizonyítéka.
Nicosiától délre, az Aszprokremnosz régészeti területen talált leletek (használati tárgyak és egy kicsi női szobor) arra utalnak, hogy Cipruson már az újkőkorszakban, Krisztus előtt 8600–8800 évvel is léteztek települések, azaz a sziget a Földközi-tenger keleti medencéjének többi területével körülbelül egy időben népesedett be, nem pedig azok után ezer évvel, ahogy azt a kutatók korábban feltételezték.

## Újkőkorszak
A 20. századi feltárások során még csak a Krisztus előtti 6. évezrednél fiatalabb leletek kerültek elő. Így például, az 1927 és 1931 között, Einar Gjerstad svéd régész vezette ásatások során a régészek újkőkorszaki településeket fedeztek fel: északnyugaton, Limnítisz és keleten Frenarosz közelében, illetve az ősi Ledrát a sziget belsejében, a mai Nicosia közelében.
Az 1930-as és 1940-es években, Porfíriosz Dikaiosz vezetésével zajló régészeti kutatások szerint a sziget lakói Krisztus előtt 6000 évvel már kőből és sárból épült, iglu formájú (alacsony, kör alakú, boltozatos) épületekben éltek egyrészt a tengerpart közeli területeken, másrészt a sziget belsejében, a vízfolyások közelében. A korai szigetlakók művészeti tevékenységére utal, hogy a épületmaradványokon, fennmaradt kő- és terrakotta tárgyakon mintázat található. A korszakból fennmaradt legfontosabb régészeti helyszínek Kirokitia, Fília, Ágiosz Epiktitosz, Erími (aminek keletkezése körülbelül Kr. e. 3000-re tehető), Kalavaszosz, illetve Szotiria.
Ciprus az időszak kezdetén elszigetelt lehetett, ám később kereskedelmi kapcsolatok létesültek Kis-Ázsiával: az északi parton található Trulli településnek például kapcsolatai lehettek az anatóliai Kilikiával. A kapcsolatokra utal, hogy hasonlóság figyelhető meg a kirokítiai, az anatóliai és a thesszáliai használati tárgyak között.